# 日本特殊塗料
日本特殊塗料株式会社（にほんとくしゅとりょう）は東京都北区に本社を置く化学メーカー。航空機用塗料や遮熱塗料など特種用途塗料、および防音材などの自動車部品の製造を行う。遮熱塗料の日本における市場占有率は首位である。

## 主な製品

### 塗料
- 遮熱塗料「パラサーモ」
- 防音塗料
- 上下水道・農業排水設備向け防食塗料
- 防水塗料「プルーフロン」
- 光触媒用塗料「エヌティオ」
- プール用塗料「プールエース」
- 航空機用塗料「スカイハロー」
- 風力発電用風車向け塗料など

### 自動車部品
- 防音材
- 制振材
- 防錆材など

トヨタ紡織、スイスオートニウム社と共同で、自動車用内装材の開発を行う。

## 沿革
1929年6月1日、創業者仲西他七により、航空機用塗料の製造を行う日本特殊塗料合資会社を設立。1936年、株式会社へ改組し、社名を「日本特殊塗料株式会社」とした。第二次世界大戦終結後は日本での航空機の製造が禁止されたことにより、日本特殊塗料も事業を休止した。1948年からは東京工場・九州工場を賃貸して経営を存続させた。1951年、セメント瓦用塗料「スレコート」の発売を開始。1953年に自動車用防音・防錆塗料「ニットク・アンダーシール」、1964年には自動車用制振材「メルシート」の発売を開始した。建築向けには1966年に屋根用塗膜防水材「プルーフロン」、1973年の塗り床材・舗装材「ユータック」、1983年に超高弾性壁面防水化粧材「ハイプルーフ」を開発している。
1961年に東証二部に上場。1991年には東証一部に指定替えとなる。2023年には東証プライム市場から東証スタンダード市場へ市場変更を実施した。
2025年3月3日、子会社のニットクメンテにマンションの大規模修繕工事を巡る談合疑惑で公正取引委員会が独禁法違反（不当な取引制限）の疑いで立ち入り検査を行った。